# ペータースハーゲン
ペータースハーゲン（ドイツ語: Petershagen,  [peːtɐsˈhaːg̩n]、低地ドイツ語: Päitershaugen）は、ドイツ連邦共和国ノルトライン＝ヴェストファーレン州デトモルト行政管区のミンデン＝リュベッケ郡に位置する市である。この街は、旧アムト・ペータースハーゲンと旧アムト・ヴィントハイム・ツゥ・ラーデとが合併して成立した計29地区からなる市である。ミンデンの北のヴェーザー川沿い、ノルトライン＝ヴェストファーレン州の最も北東部に位置する。街の中心部はヴェーザー川の両岸で向かい合うペータースハーゲン地区とラーデ地区からなる。

## 地理

### 位置
この市は、郡および州の最も北東に位置する。ペータースハーゲンは、ラーデンに次いで州内で2番目に北に位置する都市である。
ペータースハーゲンは比較的平板な北ドイツ低地のヴェーザー川の両岸に位置する。この街はポルタ・ヴェストファーリカと並んでヴェーザー川右岸に広い土地を持つノルトライン＝ヴェストファーレン州では数少ない自治体の一つである。市内に目立った隆起はなく、ほとんどの地区が海抜 40 - 50 m に位置している。ヴェーザー川が南から北に蛇行しながら市内を貫いて流れる。ヴェーザー川沿いの地域、特にヘーフェルン地区やヴィントハイム地区には数多くの湖や池が点在している。デーレン地区とラーデ地区との間には、ヴェーザー川の東側に蛇行をショートカットするロック式運河が設けられている。また、シュリュッセルブルク付近のヴェーザー川西岸にも同様の運河があり、ヴェーザー水運路をかなり短縮している。ヴェーザー川のこの区間周辺には自然環境上ミッテルヴェーザータール地方に含まれる。市内を流れる主なヴェーザー川の支流には、アウエ川、エスパー川、ロットバッハ川、ゲーレ川がある。
最寄りの大都市としては、ビーレフェルト（南西に 50 km）、オスナブリュック（西に 64 km）、ハノーファー（東に 50 km）がある。

### 市域の広がりと土地利用
市域面積は約211 km2 である。これは郡内で最大であり、州内でも広い市町村の一つに数えられる。その広さは、例えばマイン＝タウヌス郡 (222.39 km2) よりもわずかに小さいだけである。南北軸の長さは最大 23 km、東西軸のそれは 21 km である。市内の最高地点はノイエンクニック地区のルーゼブリックで海抜 79.1 m、最低地点はヴァッサーシュトラーセ地区のヴェーザー川沿い最も北の部分で海抜 27 m である。
市域の 3/4 は農業に利用されている。ミンデン＝リュベッケ郡北部全域がそうであるような、鄙びた土地柄である。住宅・交通用地の割合は州や郡の平均と比較して極めて低い。水域面積は、ヴェーザー川や運河、川沿いの多くの湖によって比較的大きな割合を占める。森林は、ミンデン＝ラーフェンスベルク周辺はどこでもそうだが、農業利用が進んでいるため、州平均よりも低い。中核地区南のハイスターホルツ森林地区や市西部の広さ約750 ha のミンデンの森の他には、まとまった森林地域はほとんどない。市の東の境界はこの地方最大の森林である広さ 4,000 ha のシャウムブルクの森に接している。この森の張り出し部がペータースハーゲン市内にいくぶん入り込んでいる箇所がある。土地利用の概要を以下の表に示す。
| 用途別面積 | 農業用地 | 森林   | 住宅・交通用地 | 水域  | その他 |
| ---------- | -------- | ------ | -------------- | ----- | ------ |
| 面積 (ha)  | 14,873   | 2,423  | 2,843          | 922   | 192    |
| 占有率     | 70.2 %   | 11.4 % | 13.4 %         | 4.4 % | 0.6 %  |

出典: LDS

### 隣接する市町村
ペータースハーゲンは8つの市町村（またはザムトゲマインデ）と境を接する。以下に南から時計回りに列記する。距離はペータースハーゲンの中核市区から各市町村中心部までの道路距離である。
ミンデン (11 km)、ヒレ (18 km)（以上、ミンデン＝リュベッケ郡）、ザムトゲマインデ・ウフテ (15 km)、シュトルツェナウ (20 km)、ザムトゲマインデ・ランデスベルゲンに属すレーゼ (21 km)、レーブルク＝ロックムのロックム市区 (18 km)（以上、ニーダーザクセン州ニーンブルク/ヴェーザー郡）、ザムトゲマインデ・ニーデルンヴェーレン (16 km)、ビュッケブルク (18 km)（以上ニーダーザクセン州シャウムブルク郡）

### 市の構成
ペータースハーゲン市は29の市区からなる。
| 市区                       | 原語表記              | 面積 (km²) | 人口  | 人口密度 (/km²) | ペータースハーゲンの市区 |
| -------------------------- | --------------------- | ---------- | ----- | --------------- | ------------------------ |
| ビールデ                   | Bierde                | 8.35       | 629   | 75              |                          |
| ブッフホルツ               | Buchholz              | 2.27       | 138   | 61              |                          |
| デーレン                   | Döhren                | 7.89       | 848   | 107             |                          |
| エルダクゼン               | Eldagsen              | 5.55       | 1,110 | 200             |                          |
| フリーデヴァルデ           | Friedewalde           | 20.94      | 1,689 | 81              |                          |
| フリレ                     | Frille                | 10.58      | 1,221 | 115             |                          |
| ゴルスペン＝ファールゼン   | Gorspen-Vahlsen       | 3.93       | 834   | 212             |                          |
| グローセンヘールゼ         | Großenheerse          | 2.36       | 85    | 36              |                          |
| ヘーフェルン               | Hävern                | 4.65       | 119   | 26              |                          |
| ハイムゼン                 | Heimsen               | 10.57      | 763   | 72              |                          |
| イルゼ                     | Ilse                  | 5.92       | 416   | 70              |                          |
| イルザーハイデ             | Ilserheide            | 6.00       | 507   | 85              |                          |
| イルフェーゼ               | Ilvese                | 6.94       | 491   | 71              |                          |
| イェッセン                 | Jössen                | 5.65       | 382   | 68              |                          |
| ラーデ                     | Lahde                 | 6.67       | 3,540 | 531             |                          |
| マースリンゲン             | Maaslingen            | 6.02       | 425   | 71              |                          |
| メスリンゲン               | Meßlingen             | 6.48       | 528   | 81              |                          |
| ノイエンクニック           | Neuenknick            | 11.43      | 854   | 75              |                          |
| オーフェンシュテット       | Ovenstädt             | 6.37       | 1,326 | 208             |                          |
| ペータースハーゲン中核市区 | Petershagen-Kernstadt | 17.19      | 4,078 | 237             |                          |
| クヴェッツェン             | Quetzen               | 7.82       | 980   | 128             |                          |
| ラダーホルスト             | Raderhorst            | 3.99       | 443   | 111             |                          |
| ローゼンハーゲン           | Rosenhagen            | 4.17       | 321   | 77              |                          |
| シュリュッセルブルク       | Schlüsselburg         | 7.03       | 532   | 76              |                          |
| ゼーレンフェルト           | Seelenfeld            | 4.53       | 313   | 69              |                          |
| ジュートフェルデ           | Südfelde              | 4.05       | 485   | 120             |                          |
| ヴァッサーシュトラーセ     | Wasserstraße          | 10.48      | 941   | 90              |                          |
| ヴィータースハイム         | Wietersheim           | 6.95       | 1,208 | 174             |                          |
| ヴィントハイム             | Windheim              | 7.27       | 1,537 | 212             |                          |

### 気候
ペータースハーゲンの気候は、中央ヨーロッパの大洋性気候と大陸性気候の変わり目にあたる地方に位置することや、北ドイツ低地のヴェーザー渓谷に位置することにより決定づけられている。この地域は主に海洋性気候でありながら、時折大陸性気候の影響が現れる。冬は大西洋の影響で穏やかで、夏は暑すぎることはない。降水量は比較的安定している。主に西風や南西の風が吹き、降水をもたらす。年間平均気温は9.5℃、年間降水量は 650 mm から 700 mm 程度である。これにより、ペータースハーゲンはヴェストファーレン東部の暖かく乾燥した地域に分類されている。

## 歴史
ペータースハーゲンにヒトが住んだ最初の痕跡は、旧石器時代、青銅器時代や鉄器時代に遡る。ケルスカー人はキリスト生誕の頃にペータースハーゲン周辺に定住し始めた。その後、ザクセン人入植者が最初の集落を造営した。
784年にカール大帝は、洪水のためにヴェーザー川を渡ることができなかった。これに関連してこの村は Huculvi という名前で初めて文献に記録された。

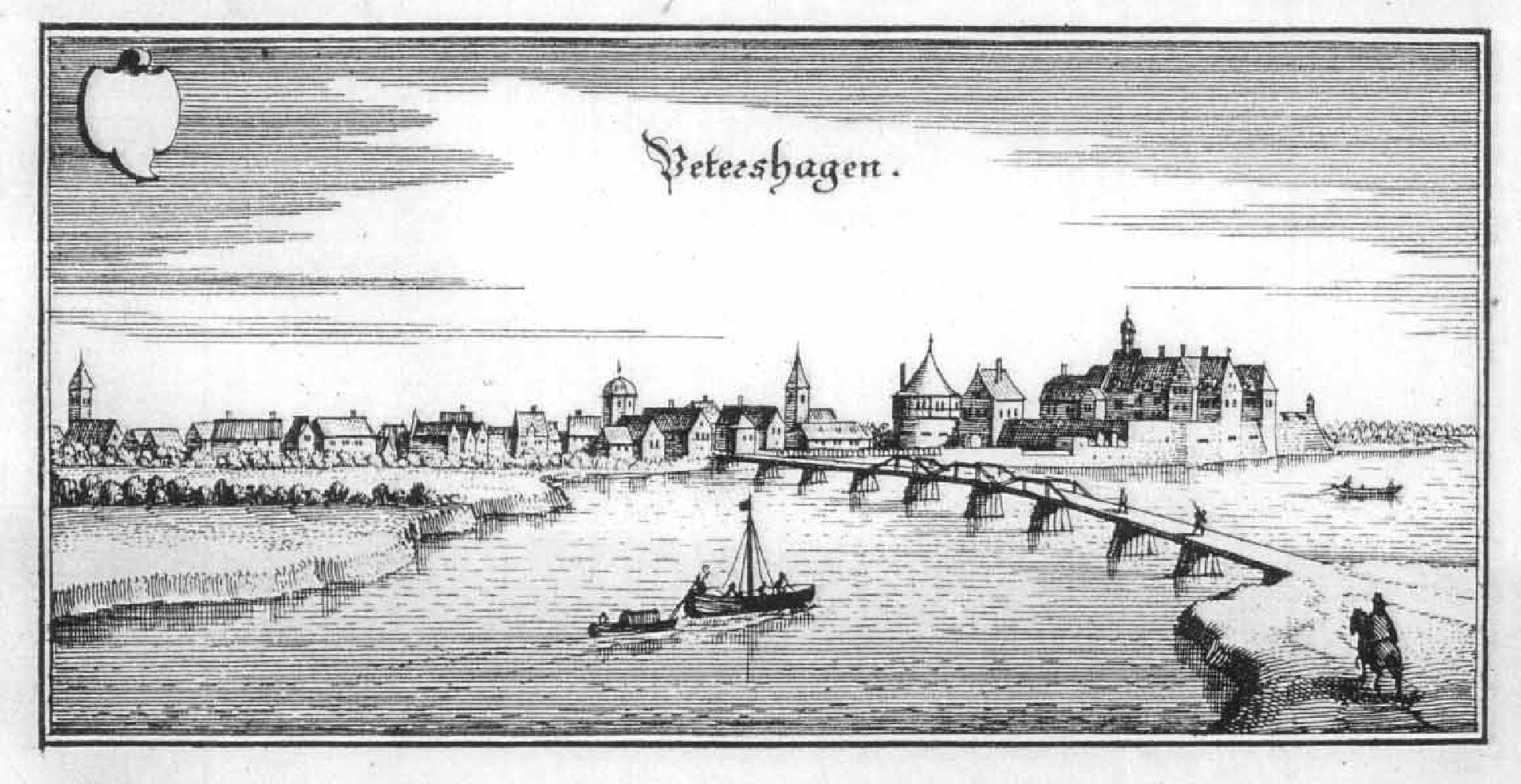
1647年のペータースハーゲンを描いた版画

その後、この村は Hockeleve と呼ばれた。1306年にミンデン司教ゴットフリート・フォン・ヴァルデックはここに城砦を築いた。この砦は司教の守護聖人にちなんで聖ペテロの名を冠して Petershagen と呼ばれ、これが後に村の名として使われるようになった。1545年から1547年にかけて、この砦は、ヴェーザールネサンス建築のマイスター、イェルク・ウンカイアーによって城館へと拡張された。1608年から1611年にクリスティアン・フォン・ブラウンシュヴァイク＝リューネブルクはこの城館をさらに改築した。
1648年のヴェストファーレン条約によりミンデン司教領はブランデンブルク領となった。城には1669年までブランデンブルクの政庁が置かれていた。1649年から1659年まで、この城はブランデンブルクの代官所となった。
この地域は、1810年にアムト・ペータースハーゲンとアムト・シュリュッセルブルクに分割された。ヴェーザー川の左岸側はフランス帝国領となり、右岸側はヴェストファーレン王国のヴィントハイム郡とされた。
1970年、ペータースハーゲンにヴェーザー川の橋が架けられた。
現在の市域は1973年1月1日の市町村新設で、それまで独立していたアムト・ペータースハーゲンとアムト・ヴィントハイム・ツゥ・ラーデンとから形成された。ヴェーザー川左岸のペータースハーゲン地区にあった駅は、ミンデン - ウフテ線の廃止に伴って営業を停止し、路線撤廃とともに解体されて、対岸のラーデ地区の駅だけが残った。

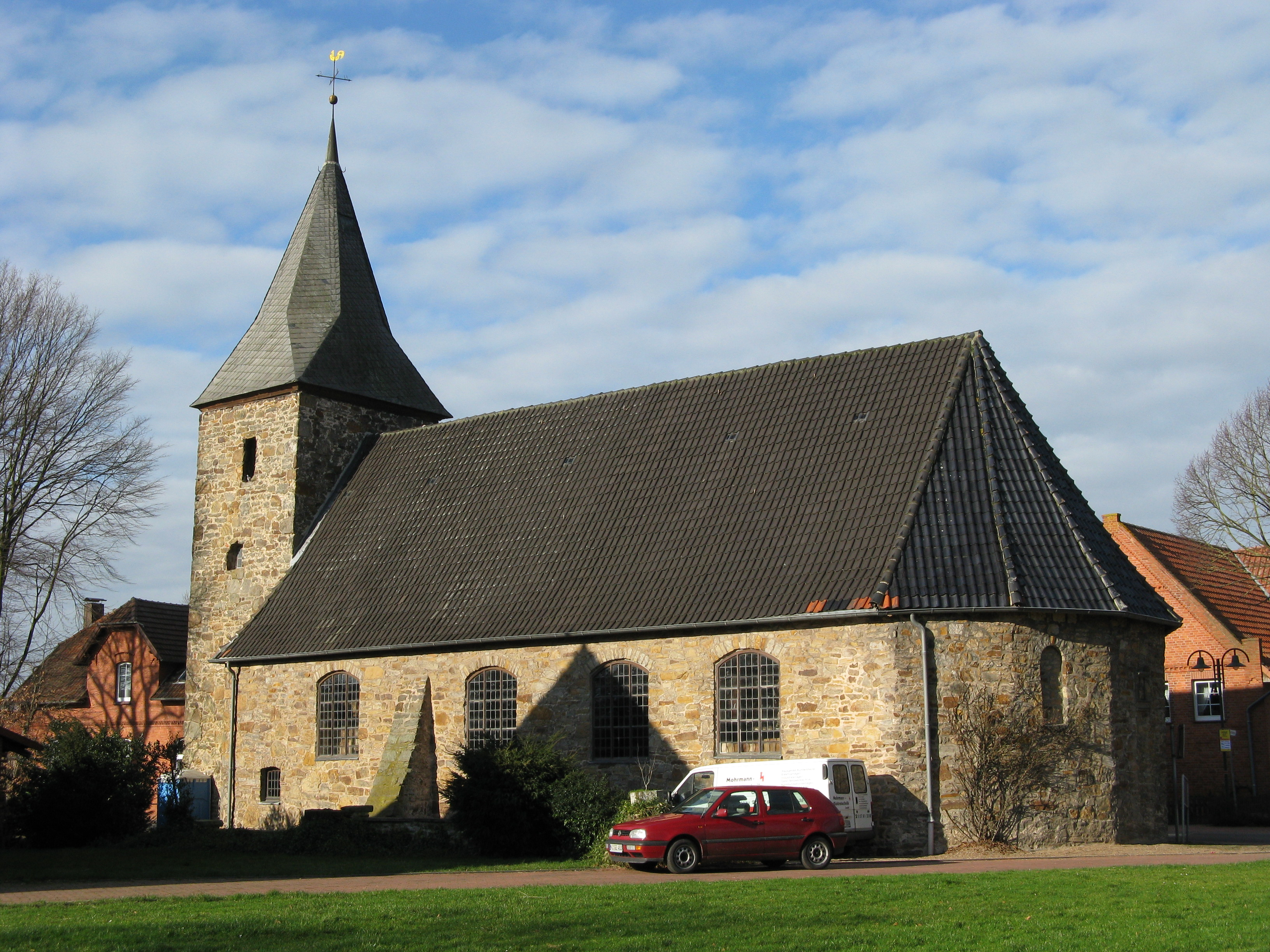
シュリュッセルブルクの教会

### 宗教
ミンデン司教領がプロテスタントの教義を受け容れ、その後1648年に世俗化されてプロテスタントの領主であるプロイセン領となって以後、住民はほぼ完全にルター派の信者となった。ただし、第二次世界大戦後には国内の人口移動、東欧からの移住者、南欧からの出稼ぎ労働者らによって宗教分布にわずかながら変化が生じた。
宗教分布の間接的な値として、ペータースハーゲンの学童・生徒の宗教分布を示す。77%がプロテスタント、5%がカトリック、1%がイスラム教、8%がその他の宗教の信者であった。無宗教は10%であった。

## 行政

### 市長
市長はディルク・ブレーヴェス (CDU) で、2020年からこの職にある。
ペータースハーゲンの歴代市長を列記する。
- 1973年 - 1994年　ヴィルヘルム・クレーマー (CDU)
- 1994年 - 1994年　ヘルベルト・マロウスキー (SPD)
- 1994年 - 1999年　ヨアヒム・ティーレ (CDU)
- 1999年 - 2009年　マリアンネ・シュミッツ＝ノイラント (SPD)
- 2009年 - 2020年　ディーター・ブルーメ (CDU)
- 2020年 - 　ディルク・ブレーヴェス (CDU)

### 市議会
ペータースハーゲンの市議会は32議席からなる。

### 紋章
ペータースハーゲン市は、1974年3月29日のデトモルト行政管区長官の文書により紋章の使用権を許可された。
図柄: 赤地。銀の波立つ基部の上に銀（白）の橋。その上に2本の銀の鍵が歯を互いに外に向けて、交差する形で配されている。
聖ペテロの鍵と赤 - 銀の配色は、何世紀もの間ペータースハーゲンが属していたミンデン侯領およびその前身であるミンデン司教領を表している。鍵はこの地方の紋章に多く使われている意匠であり、ペータースハーゲンやシュリュッセルブルクの古い紋章にも使われていた。橋と川は、この街がヴェーザー川の両岸に位置し、両岸の集落を結びつけていることを象徴している。

### 姉妹自治体
- ペータースハーゲン/エッガースドルフ（ドイツ、ブランデンブルク州）1990年11月9日

## 文化と見所

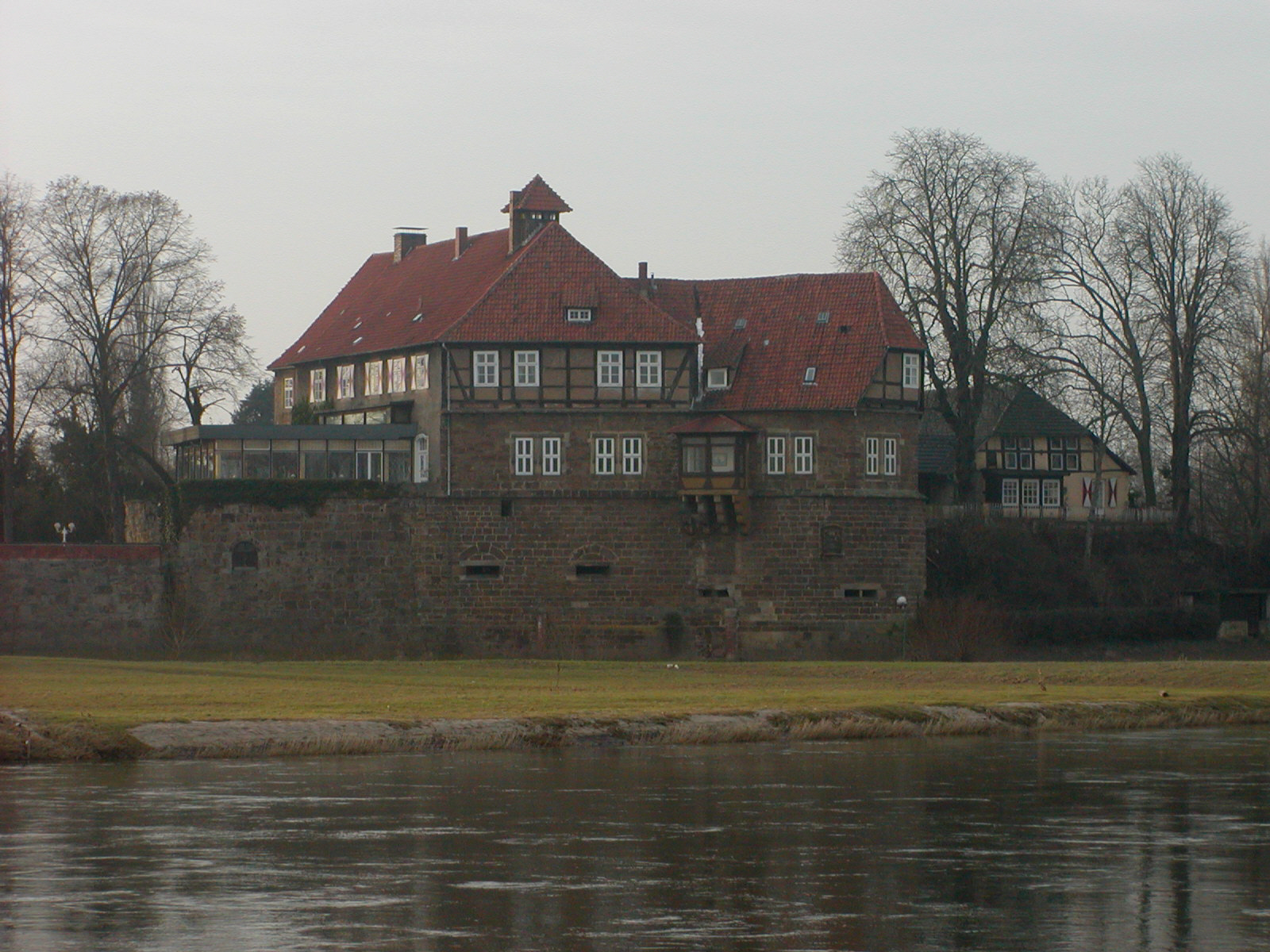
ペータースハーゲン城

見所は、ペータースハーゲン城と旧市街、様々な風車や自然豊かな郊外などである。夏にはペータースハーゲンやヴェーザー川沿いの集落でコウノトリが巣を作る。ヴェーザー自転車道やミューレンルートに従ったサイクリングツアーはペータースハーゲンを経由する。また各市区に11基の風車（ヴェストファーレン風車街道の一部）がある。

### 博物館
ペータースハーゲンの旧シナゴーグは情報・文書センターとなっている。ここにはこの街やその周辺地域におけるユダヤ人の歴史が再現され、その生活を知ることができる。ハイムゼン郷土・ニシン漁博物館では、ミッテルヴェーザー地方で行われていたニシン漁と人々の暮らしが展示されている。LWL産業博物館の一つであるゲルンハイム・グラスヒュッテはゲルンハイムの古いガラス工場の建物を転用している。ここでは1826年に建造されたグラスヒュッテ塔、かご細工職人の作業場やその他の建物を見ることができる。ヴィントハイム地区のヴェストファーレン・コウノトリ博物館は300年前の古い建物の中でノルトライン＝ヴェストファーレン最後のシュバシコウ営巣地の保護について展示している。シュリュッセル倉庫街には26棟の倉庫・納屋がある。最も古いものは17世紀に建てられた。

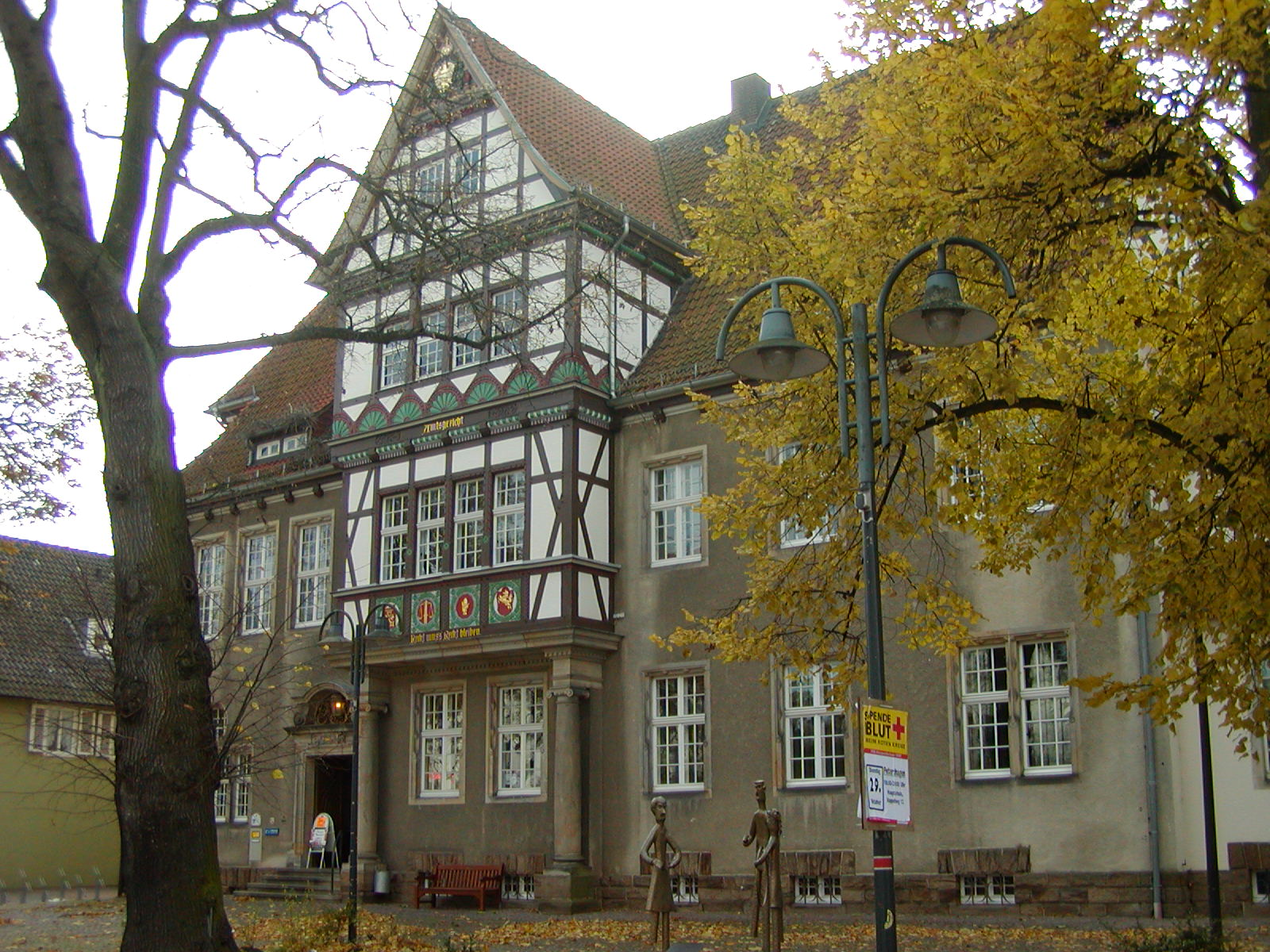
ペータースハーゲン旧市街に遺る旧区裁判所
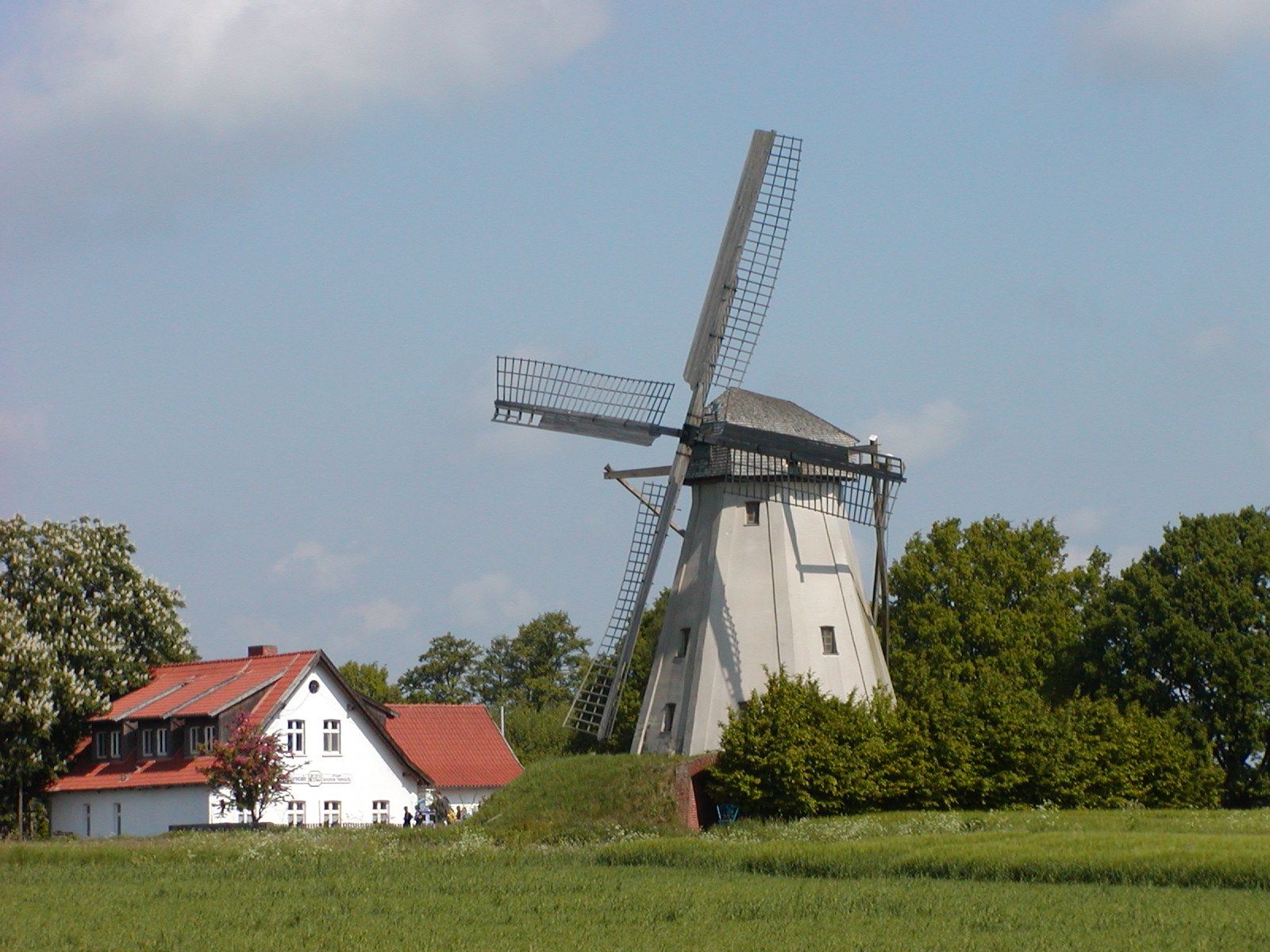
グローセンヘールゼの風車
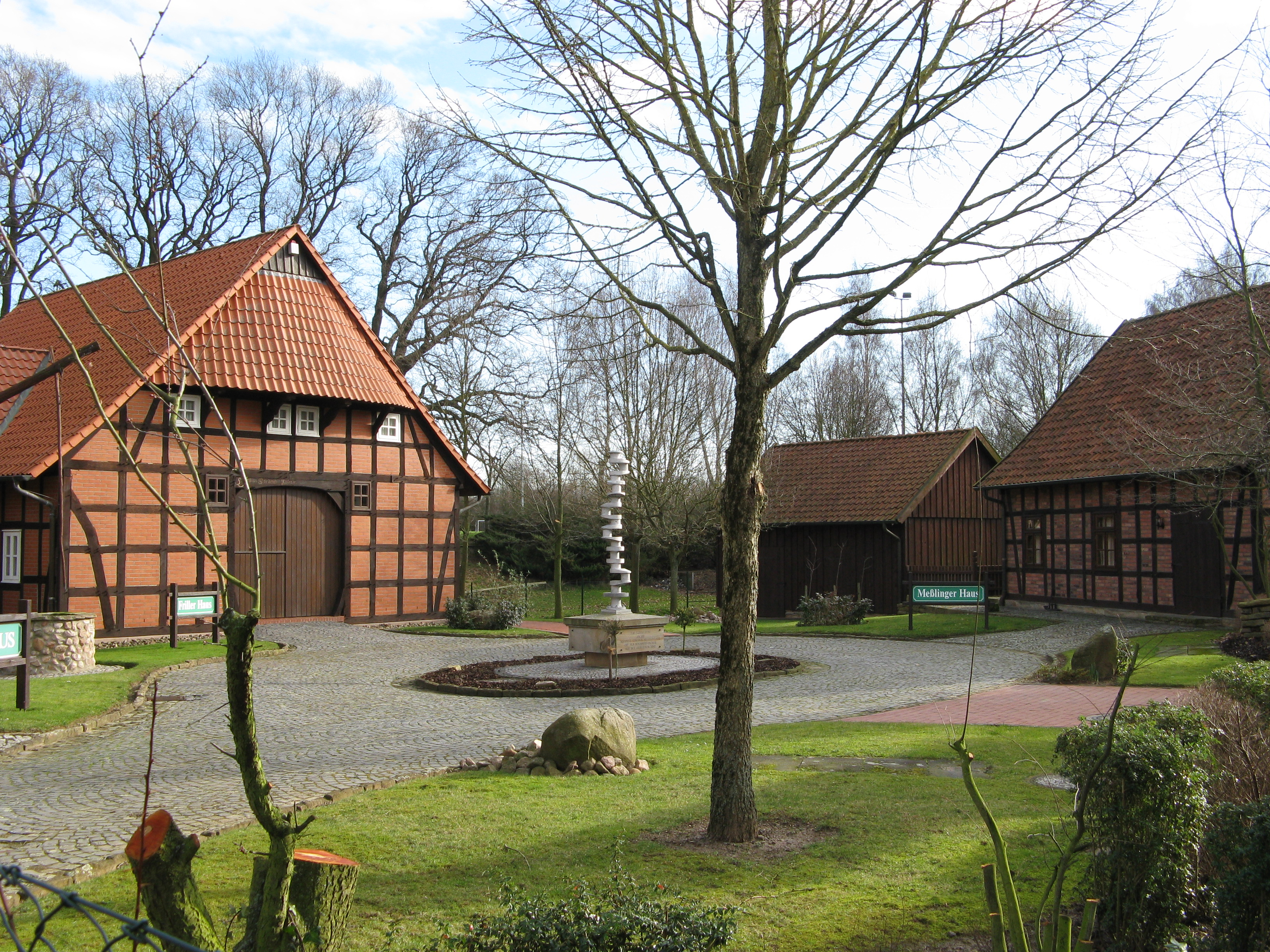
ニシン漁博物館
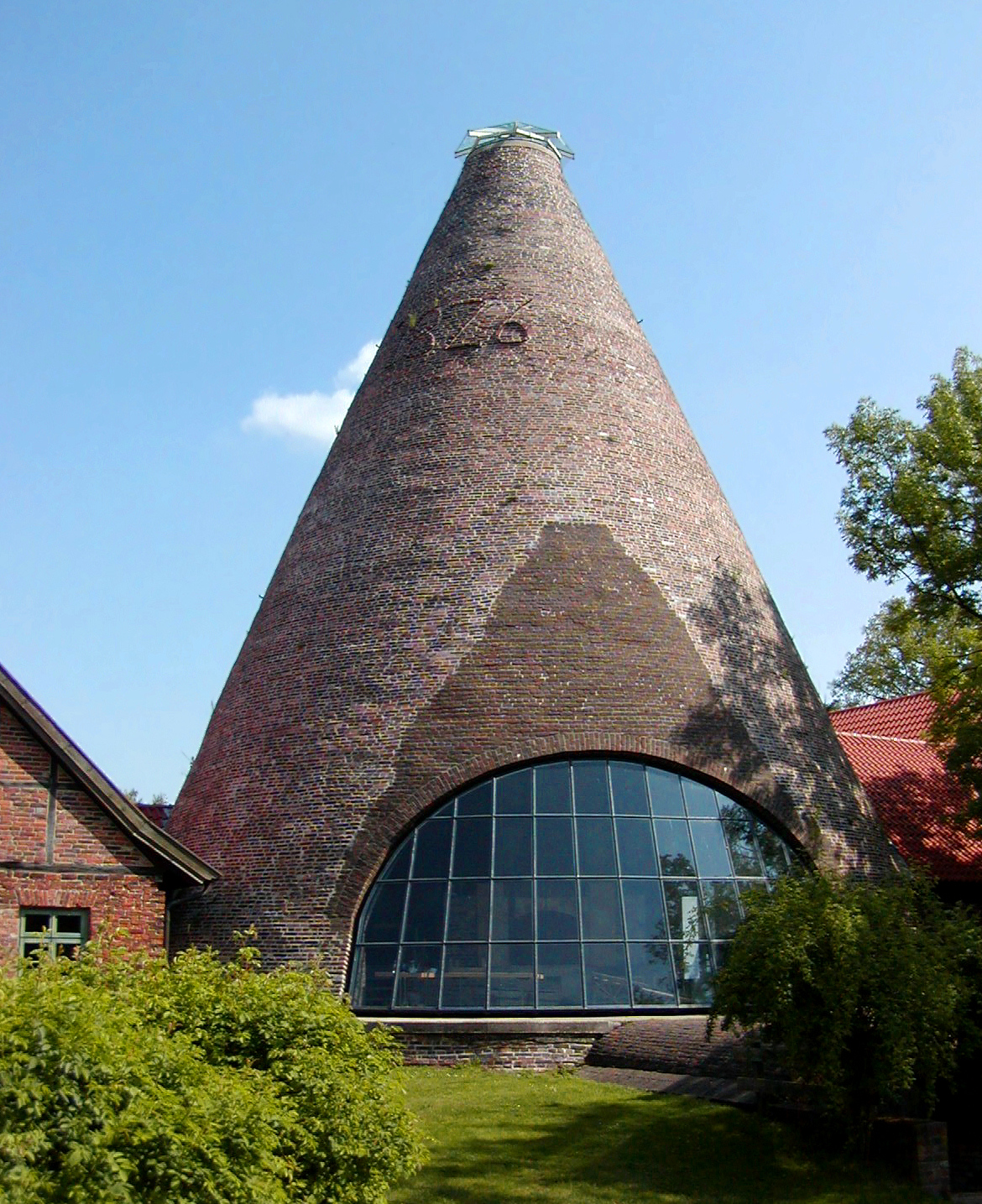
ゲルンハイム・グラスヒュッテ

### 演劇
ペータースハーゲンには劇団がない。地元のギムナジウムの劇団AGが毎年公演を行っている。この他にはバート・エーンハウゼンの GOP Varieté、デトモルト州立劇場、ビーレフェルト市立劇場まで出かけなければならない。

### 音楽
ペータースハーゲンは市立音楽学校を運営している。約400人の生徒がここで学んでいる。4歳からの幼児向けに音楽早期教育コース、6歳からの子供向け音楽基礎教育コースがある。また、様々な楽器によるアンサンブルがある。

### 公園
ペータースハーゲン城の周囲には古木がある広さ1.5haの私的な庭園がある。これは城館ホテルの所有物である。

### 自然
シュリュッセルブルク地区からペータースハーゲン地区までの間のヴェーザー川沿いには多くの自然保護地区があり、その一部は国際的にも重要なものである。広さ約3,000haのEU鳥類保護区ヴェーザーアウエでは多くの渡り鳥や水鳥が一時的に滞在あるいは越冬する。ノルトホルツ自然保護地区にはミンデン＝リュベッケ生物学ステーションが設けられ、1980年代から運用されている。ここでは樹木や灌木の植林やブラウン・フィールドについて知ることができる。ここではヨシ原、スゲ原が育ち、アオイトトンボの棲息地となっている。

### スポーツ
ペータースハーゲンのスポーツ活動は市内に約60あるスポーツクラブが担っている。15のスポーツグラウンドや体育館がその活動場所である。スポーツ射撃も人気で、多くの射撃場がある。また、多くのテニスコート、2つの屋内乗馬施設、ラーデン屋外プールがスポーツ活動を充実させている。スポーツクラブの多くはスポーツ連盟を組織している。有名なのは HSGシュテンマー/フリーデヴァルデである。

## 経済と社会資本

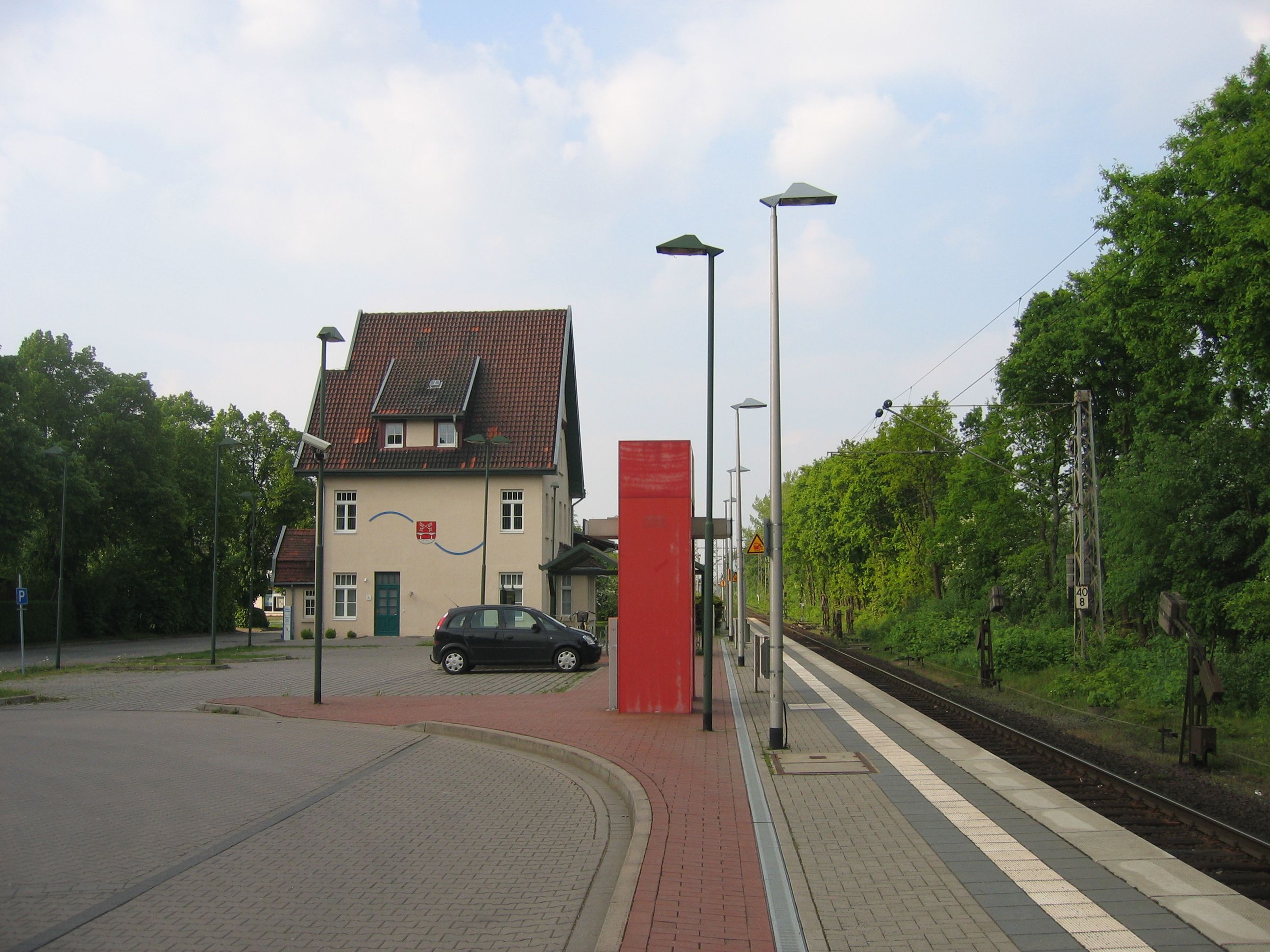
ペータースハーゲン＝ラーデ駅

### 交通

#### 鉄道
ペータースハーゲンはラーデ市区にヴェーザー＝アラー鉄道ローテンブルク (ヴュンメ) - ミンデン線の駅を有している。平日は2時間ごとにニーンブルク/ヴェーザー - ミンデン - ビーレフェルト間を運行するポルタ・エクスプレスが、週末にはやはり2時間間隔にローテンブルク (ヴュンメ) - フェルデン (アラー) - ニーンブルク/ヴェーザー - ミンデン間を運行するヴェーザー＝アラー鉄道が発着する。地域バスやミンデン方面への列車についてはオストヴェストファーレン交通連盟の「ゼクサー・タリフ」が適用される。この他にNRWタリフやニーダーザクセン・チケットも使える。

#### 道路
連邦道 B61号線とB482号線がヴェーザー川の両岸をアルトバーンA2号線から北のニーンブルク/ヴェーザーやブレーメンへ向かってペータースハーゲンを通り抜けて行く。1970年代に新しい橋がヴェーザー川に架けられ、フェリーは廃止された。東西方向にはエスペルカンプを経由してボーテムに至る州道770号線が通っている。

#### 船舶
ペータースハーゲンにはヴェーザー川のヨット・ボート用の港と古い漁港がある。ペータースハーゲン＝ラーデをヴェーザー川の倉庫運河が通っている。

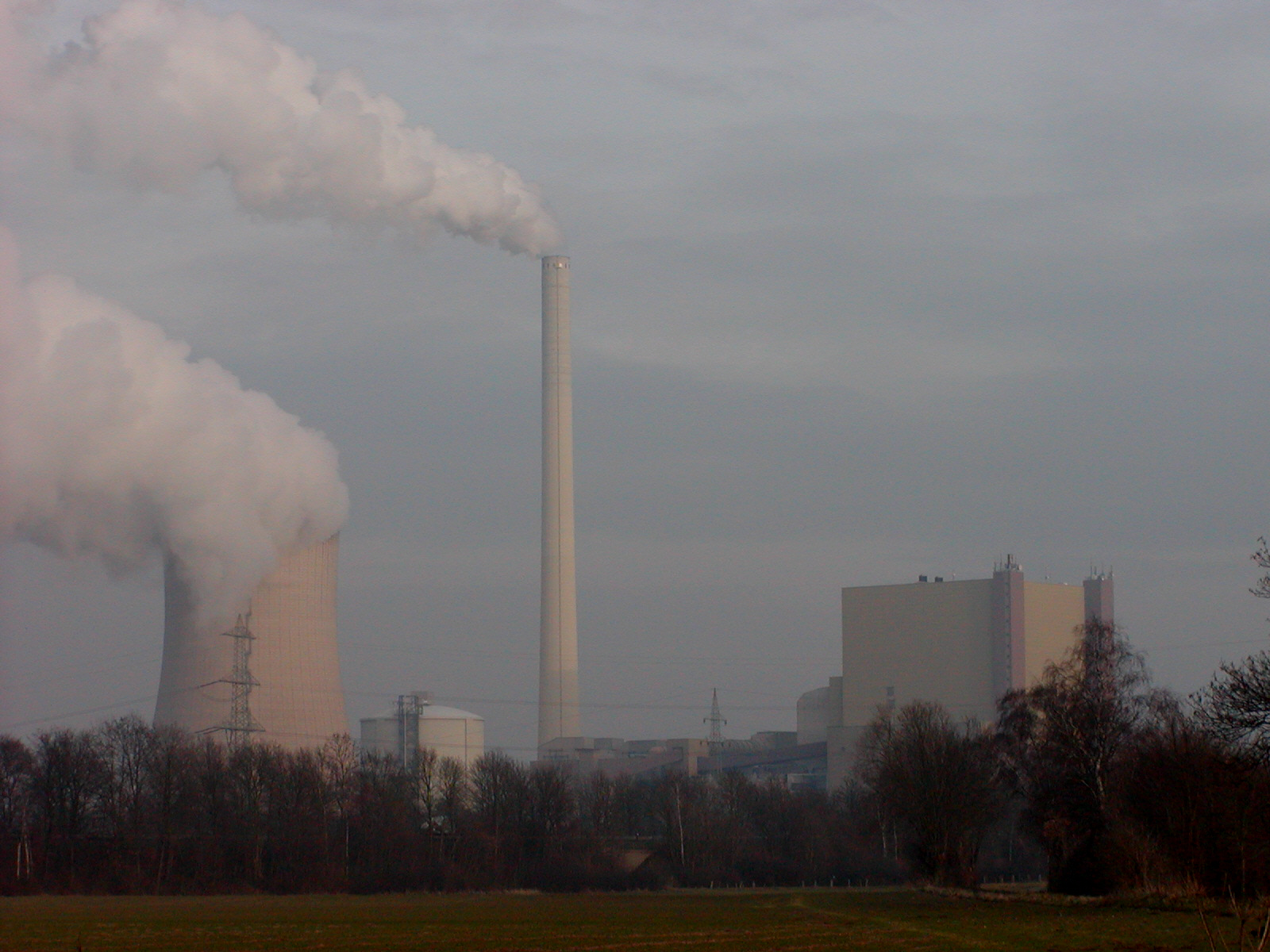
ハイデン石炭火力発電所

### 地元企業
ラーデ地区には、ハイデン石炭火力発電所がある。主な雇用主の一つに、様々な施設を有している Diakonische Werk ミンデンがある。

### メディア
ペータースハーゲンは、ローカルラジオ放送ラジオ・ヴェストファーリカの送信対象地域内にある。地元新聞はミンデナー・ターゲブラットである。

### 公共施設
ペータースハーゲン消防団には約750人が登録している。
ペータースハーゲン図書館は約 300 m2の敷地に25,000点以上のメディアを収蔵している。その中には朗読を収録したメディアや CD-ROMといった新しいメディアが含まれている。

### 教育
ペータースハーゲンには9校の基礎課程学校、ラーデ本課程学校、ペータースハーゲン本課程学校、ラーデ実科学校、ペータースハーゲン市立ギムナジウム、養護学校ビルケンカンプシューレがあり、合わせて4,000人の生徒が学んでいる。基礎課程学校はエルダクゼン、フリーデヴァルデ、フリレ、ラーデ、ノイエンクニック、オーフェンシュテット、ペータースハーゲン、ヴァッサーシュトラーセ、ヴィントハイムにある。エルダクゼン基礎課程学校はペータースハーゲンのプロテスト教会と関連のある宗教系の学校である。フリレの基礎課程学校の学区にはニーダーザクセン州ヴュッケブルクのカンマー集落が含まれている。
この他に全住民を対象とした教育機関として、ペータースハーゲン音楽学校や、ミンデン、ポルタ・ヴェストファーリカ、ペータースハーゲン、ヒルが目的連合を形成しているミンデン市民大学がある。

## 人物

### 出身者
- マイスター・ベトラム（1340年頃 - 1414年または1415年）画家
- ハインリヒ・リューディガー・フォン・イルゲン（1654年 - 1728年）ブランデンブルク＝プロイセンの首相、外交官
- ヨハン・フリードリヒ・ヴィルヘルム・ヘルプスト（1743年 - 1807年）博物学者、昆虫学者
- アウグスト・フィック（1883年 - 1916年）ドイツ学者、言語学者
- エルスベート・シュラクミュラー（1887年 - 1940年）女性スパイ
- エーデルガルト・ブルマーン（1951年 - ）政治家

### ゆかりの人物
- ヴァルター・ギーゼキング（1895年 - 1956年）ピアニスト。ハノーファー音楽大学在学中、ラーデに住む親類の元で休暇を過ごした。

## 引用
1. ↑  Bevölkerung der Gemeinden Nordrhein-Westfalens am 31. Dezember 2023 – Fortschreibung des Bevölkerungsstandes auf Basis des Zensus vom 9. Mai 2011
2. ↑  Max Mangold, ed (2005). Duden, Aussprachewörterbuch (6 ed.). Dudenverl. p. 624. ISBN 978-3-411-04066-7
3. ↑  ノルトライン＝ヴェストファーレン州データ管理・統計局: Kommunalprofil Petershagen, Stadt (PDF)
4. ↑  デトモルト市: Klimakarten
5. ↑  ノルトライン＝ヴェストファーレン州データ管理・統計局: Schüler an allgemein bildenden Schulen in NRW nach der Religionszugehörigkeit (PDF)
6. ↑  世界の紋章: Wappen von Schlüsselburg
7. ↑  世界の紋章: Wappen von Petershagen